# Maskelyne-Inseln
Die Maskelyne-Inseln, auch in der Kurzform Maskelynes bekannt, sind eine kleine Inselgruppe im Zentrum des pazifischen Inselstaats Vanuatu.

## Geographie
Die flachen und dicht bewachsenen Inseln der Gruppe liegen knapp vier Kilometer vor der Südostküste von Malakula, rund einen Kilometer südlich der unbewohnten Insel Sakao. Die Inseln der Maskelynes werden jeweils von dichten Korallenriffen umfasst. Hauptinsel ist das bewohnte Koivou (Île Koivou) im Westen der Inselgruppe.

## Geschichte
Die Maskelyne-Inseln wurden für die westliche Welt 1774 von James Cook entdeckt und nach dem britischen Astronom Nevil Maskelyne benannt.

## Verwaltung
Die Gruppe gehört zur vanuatuischen Verwaltungsprovinz Malampa.